# Helen Archdale
Helen Alexander Archdale, geborene Russel (* 25. August 1876 in Nenthorn, Berwickshire; † 8. Dezember 1949 in St. John’s Wood, London) war eine schottisch-britische Frauenrechtlerin, Suffragette und Journalistin. Archdale war die Organisatorin des Sheffielder Zweigs der Women’s Social and Political Union (WSPU) und später deren Sekretärin für Gefangene in London. Während des Ersten Weltkriegs initiierte Archdale 1914 eine Ausbildungsfarm für Landarbeiterinnen. Im Jahr 1917 diente sie als Büroangestellte im Queen Mary's Army Auxiliary Corps und wechselte 1918 in die Frauenabteilung des Ministry of National Service.

## Leben
Archdale wurde als Tochter von Helen Evans (geborene Carter, 1834–1903), eine der sogenannten „Edinburgh Seven“, der ersten Gruppe von Frauen, die sich an einer britischen Universität einschrieben, und Alexander Russel (1814–1876), Journalist und Herausgeber von The Scotsman, der Sophia Jex-Blakes Bemühungen unterstützte, eine medizinische Ausbildung für Frauen in Edinburgh zu sichern..
Archdale wurde an der St Leonards School in St Andrews und dann an der University of St Andrews (1893–1894) ausgebildet, wo sie eine der ersten weiblichen Studenten war.
Im Jahr 1901 heiratete sie Captain Theodore Montgomery Archdale, der in Britisch-Indien stationiert war. Über ihre Zeit in Indien ist nicht viel bekannt, aber es scheint, dass sie sich nach der Geburt ihrer Kinder von ihrem Ehemann entfremdete. Laut ihrem Biografen David Doughan hatte sie später eine engere Beziehung mit Margaret Mackworth: „Anfang der 1920er Jahre teilte sie sich eine Wohnung und zusammen mit ihrer Familie ein Landhaus (Stonepits, Kent) mit Lady Rhondda.“
Nach ihrer Rückkehr nach Schottland im Jahr 1908 trat Archdale sofort der Women’s Social and Political Union (WSPU) bei, wurde 1910 Organisatorin der Sheffield-Zweigstelle und fand eine Anstellung bei Adela Pankhurst als Hauslehrerin. Im Jahr 1911 veranstaltete sie zusammen mit Pankhurst eine „Boykottparty“ zur Volkszählung 1911, an der 57 Personen teilnahmen, darunter ein eingeladener männlicher Zeitungsreporter. Später in diesem Jahr zog Archdale nach London, um die Position der WSPU-Sekretärin zur Betreuung inhaftierter Suffragetten zu übernehmen.
Archdale nahm am 9. Oktober 1909 an einer WSPU-Demonstration in Edinburgh teil. Später in diesem Monat wurde sie zusammen mit Hannah Mitchell, Adela Pankhurst, Maud Joachim und Catherine Corbett in Dundee verhaftet. Sie wurden wegen Ruhestörung verurteilt, nachdem sie ein Treffen des örtlichen Abgeordneten Winston Churchill unterbrochen hatten, bei dem Frauen ausgeschlossen worden waren. Nach ihrer Verhaftung traten alle am 20. Oktober in den Hungerstreik und wurden nach vier Tagen der zehntägigen Haftstrafe freigelassen. Der Gefängnisdirektor und der medizinische Betreuer stellten fest, dass Archdale aufgrund ihrer Konstitution besonders schwer zwangsweise zu ernähren wäre.
Im Dezember 1911 erhielt Archdale eine zweimonatige Haftstrafe wegen des Einschlagens von Fenstern in Whitehall. Ihre Tochter, Betty Archdale, erinnerte sich daran, Steine für ihre Mutter gesammelt und sie im Holloway Prison besucht zu haben.
Archdale arbeitete auch als Journalistin. Sie arbeitete in verschiedenen Funktionen bei den WSPU-Publikationen The Suffragette (ab Oktober 1912) und deren Nachfolgerin Britannia (ab 1915). Sie war die erste Herausgeberin der politischen und literarischen Wochenzeitschrift Time and Tide (mit dem impliziten Untertitel Wait for no man), die 1920 von Margaret Mackworth gegründet wurde. In den 1930er Jahren schrieb sie Artikel für The Times, Daily News, The Christian Science Monitor und The Scotsman.
Während des Ersten Weltkriegs war sie in mehreren Positionen aktiv:  Sie gründete eine Ausbildungsfarm für weibliche Landarbeiterinnen, arbeitete ab 1917 als Büroangestellte im Queen Mary's Army Auxiliary Corps und arbeitete 1918 in der Frauenabteilung des Ministry of National Service.
1921 gründete Margaret Mackworth die Six Point Group, um für verbesserte Gesetze gegen Kindesmissbrauch, für verwitwete Mütter, für unverheiratete Mütter und ihre Kinder, für gleiche Rechte der Vormundschaft für verheiratete Eltern, für gleichen Lohn für Lehrerinnen und für gleiche Chancen für Männer und Frauen im öffentlichen Dienst zu kämpfen. Eine Reihe von Suffragetten schlossen sich an, darunter Archdale, die später internationale Sekretärin wurde.
Im Jahr 1926 gründeten Archdale und Mackworth zusammen mit Chrystal Macmillan und Elizabeth Hay Abbott den Open Door Council. Der Open Door Council wurde gegründet, um gleiche wirtschaftliche Chancen für Frauen zu fördern, mit einem Schwerpunkt auf wirtschaftlicher Emanzipation. Er lehnte die Ausweitung von Schutzgesetzen für Frauen ab, da solche Gesetze als einschränkend angesehen wurden und argumentierte, dass sie Frauen effektiv von besser bezahlten Jobs wie dem Bergbau ausschließen würden. Archdale war auch in der internationalen Vereinigung Open Door International aktiv, die 1929 gegründet wurde, wobei Chrystal Macmillan als Präsidentin fungierte.
1927 begann Archdale in Genf zu arbeiten und setzte sich in den frühen 1930er Jahren beim Völkerbund für einen Gleichberechtigungsvertrag ein. Sie wurde Sekretärin des Liaison Committee of Women's International Organisations, das 1931 zur Förderung der Gleichberechtigung, Abrüstung und Vertretung von Frauen im Völkerbund eingerichtet wurde. Von 1929 bis 1934 arbeitete sie als Vorsitzende von Equal Rights International, einer in Den Haag gegründeten Organisation, die sich dem Einsatz für die Gleichstellung von Frauen und Männern im Gesetz und am Arbeitsplatz widmete. In den späten 1930er Jahren war sie mit der World Women's Party verbunden.
Archdale war Anhängerin der Christian Science, die sie dafür verantwortlich machte, ihre Gesundheitsprobleme gelöst zu haben. In späteren Jahren wurde sie jedoch von einem Christian-Science-Hospiz abgelehnt, weil sie nach einem Herzinfarkt in ein reguläres Krankenhaus gegangen war, was gegen die Vorschriften der Glaubensgemeinschaft verstieß.
Archdale starb 1949 in St John's Wood, London.